# Château de La Sallaz
Pour les articles homonymes, voir Château de la Salle et Sallaz.
Le château de La Sallaz dit aussi de la Grande-Salle est une ancienne maison forte, du XIIIe siècle, dont les ruines se dressent sur la commune de Beaufort dans le département de la Savoie en région Auvergne-Rhône-Alpes.

## Situation
Les ruines du château de La Sallaz sont situées dans le département français de la Savoie sur la commune de Beaufort, sur la rive gauche de l'Argentine, avant son confluent avec le Doron.

## Histoire

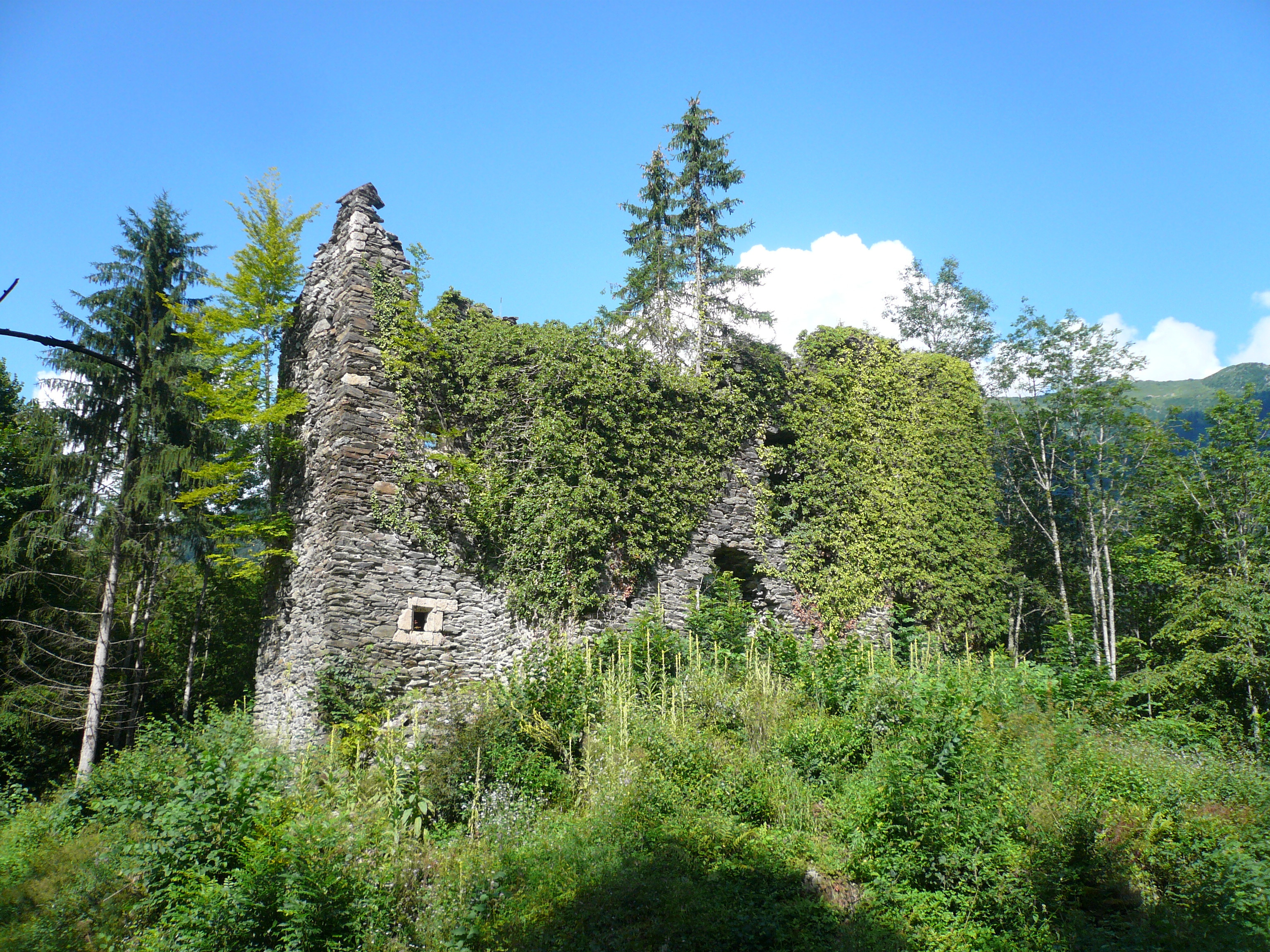
Vestiges de la maison forte.

La maison forte est édifiée, après 1282,, par les fils de Pierre de Beaufort, leur père ayant dû céder le château des Outards, ils obtiennent le droit de la part de Béatrice de Faucigny d'élever cette dernière.
En 1320, Hugues de Faucigny leur donne le droit de justice sur leurs terres.
À la mort de Robert de Genève, en 1394, elle passe à la famille de Thoire-Villars ; se succède, Humbert, puis Odon de Villars.
Ce dernier vend la maison forte, avec le comté de Genève, en 1401,, à Amédée VIII de Savoie. La maison forte est alors inféodée, en 1424, à Jean II de Beaufort, jurisconsulte, en récompense de son travail sur le premier code savoyard, les « Statuta Sabaudiae » ; sa sœur, Florimonde, épousera Pierre d'Héry.
Ces héritiers, à l'origine de la branche des Beaufort de Villard-Chabot possessionnés à Saint-Jorioz, garderont la maison forte, avant qu'elle ne change de mains.
Le 10 octobre 1600, durant la guerre franco-savoyarde, Henri IV parti de Faverges arrive à Beaufort et passe la nuit au château de La Sallaz. Le lendemain il fera une reconnaissance au Cormet d'Arêches, l'un des passages par lequel Charles-Emmanuel Ier de Savoie et son armée pouvaient entrer en Savoie pour porter secours à Montmélian. Le 12 octobre, avec 8 000 hommes, il quitte le château et arrive le soir à Saint-Pierre-d'Albigny.
À la fin du XVIIIe siècle, elle appartient au jurisconsulte Mansord de Villard-sur-Doron.
En 1939, les ruines étaient la possession de la famille Joly.
La maison forte était complétée par celle du Crey, dépendance, dont rien ne subsiste.

## Description
La maison forte se présente sous la forme d'une massive salle à tour de la fin du XIIIe siècle de plan presque carré de 14,50 × 15,50 mètres de côté avec des murs de 1,20 mètre d'épaisseur, que flanque, sur sa façade ouest, une tour carrée de 4 mètres de côté, haute d'environ 18 à 20 mètres, qui comptait quatre étages, chacun éclairé par une minuscule fenêtre au sud. Sa plate forme sommitale voûtée était ceinte d'un parapet crénelé.
Le logis seigneurial, haut de deux étages sur rez-de-chaussée, avait une chambre souterraine qui servit de prison. Au rez-de-chaussée, qui s'ouvrait du côté sud, par une porte en arc en plein cintre, on trouvait une grande salle de 12 × 7,50 mètres, avec cheminée, éclairée par trois fenêtres, et deux autres salles de dimensions plus réduites. On trouvait la même disposition au premier étage. Au second étage, une pièce unique occupait tout l'espace.